# Moriz Simonyi de Simony et Vársány

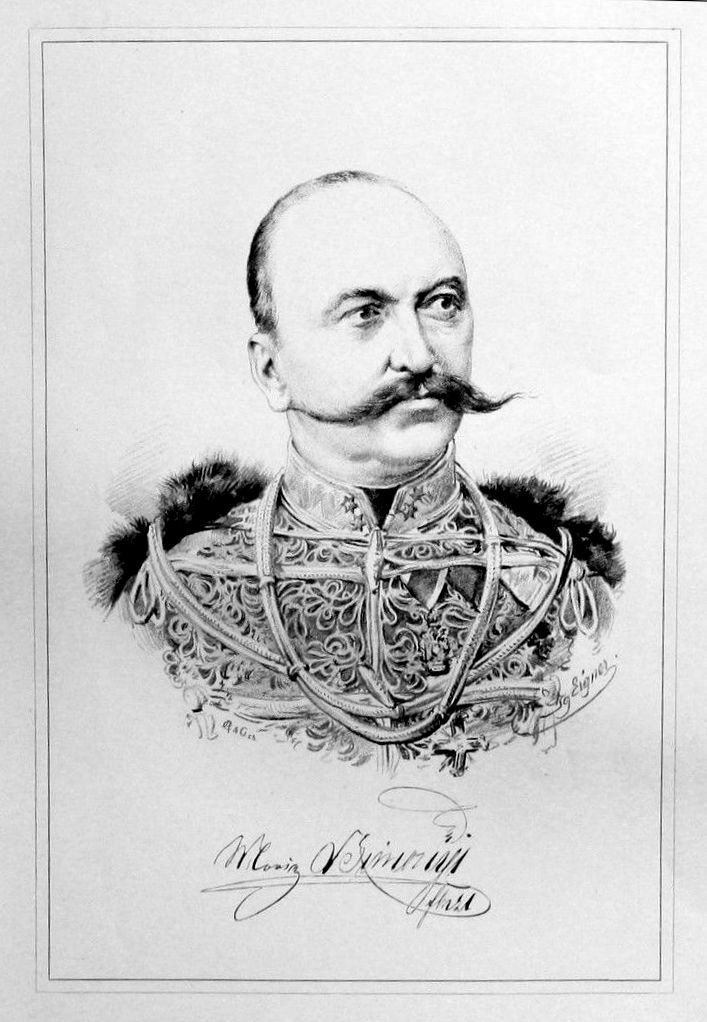
Moriz Simony de Simony et Vársány

Moriz Simonyi de Simony et Vársány (* 10. Dezember 1816 in Wien; † 30. September 1882 ebenda) war ein k. k. Feldmarschallleutnant.

## Leben

### Herkunft und Familie

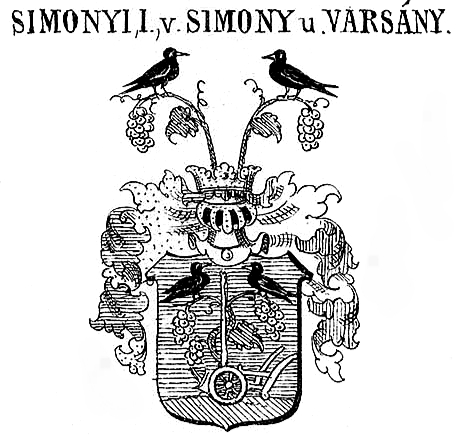
Wappen derer Simonyi von Simony und Varsány

Moriz Simonyi, geboren und getauft als Maurentius Laurentius Ignatius, entstammte einem alten ungarischen Adelsgeschlecht, er wurde als Sohn des k. k. Hauptmanns und Instituts Offizier des Invalidenhauses in Wien Johann (Janós) Evangelist Simonyi de Simony et Vársány († 1865 Wien) und der Franziska Edle von Rathgeb geboren. Seine beiden Schwestern, darunter Maria Simonyi de Simony et Vársány (verehelichte Joseph Edler von Eybler, Sohn des österreichischen Komponisten Joseph von Eybler) wurden 1818 und 1821 ebenfalls in Wien geboren und getauft. Simonyis Mutter, Franziska von Simony, geborene Edle von Rathgeb, war die Tochter des k.k. Kreisforstbeamter, k.k. Hofkammeroffiziant Anton Edler von Rathgeb (* 1752 Wien) und der Theresia Baumgartner (* 1762 Wien). Franziska ist die Schwägerin von Anna Edle von Rathgeb, geborene Gräfin von Tauffkirchen, Tochter des k.k. Kämmerers Maximilian Graf von Taufkirchen und der Maria Anna, geb. Freiin von Risenfels zu Seissenegg.
Simonyi de Simony et Vársány heiratete am 24. April 1861 zu Wien bei den Schotten, Anna, Tochter des Steueramtskontrolleurs Moritz Stieber und der Johanna Broudre. Moritz Stieber ist ein Bruder von Karl Stieber von Stürzenfeld (1790–1873). Anna von Simony-Varsany geborene Stieber war eine Cousine des Franz Max Broudre in Saaz, sie verstarb 1904 in Salzburg. Dem Ehepaar von Simonyi wurde eine Tochter namens Marianne geboren.

### Werdegang
Seine militärische Ausbildung erhielt er in der Wiener-Neustädter Militär-Akademie, aus welcher er am 2. Oktober 1836 zu Bakonyi-Infanterie Nr. 33 ausgemustert wurde. Im Januar 1837 wurde er Leutnant bei der ungarischen Leibgarde, rückte am 1. Mai 1841 zum Oberleutnant bei Toscana-Dragoner Nr. 4 vor und stand vom 1. Mai 1844 bis Ende Dezember 1847 als Divisions-Adjutant beim Regiment „Fürst von Auersperg“ Nr. 24 in Verwendung. Am 25. Mai 1848 zum zweiten Rittmeister befördert, war Simonyi Adjutant des Feldmarschalleutnants Freiherr Stürmer, während dieser mit der Aufstellung eines Reservecorps am Isonzo beschäftigt war, wie auch später, als derselbe das 2. Armee-Reservecorps zu Treviso kommandierte. Er machte die Feldzüge 1848 und 1849 in Italien in dieser Eigenschaft und später bei Toscana-Dragoner Nr. 4 mit, wurde am 1. August 1849 erster Rittmeister, kam den 16. April 1850 zu Kaiser-Husaren Nr. 1 und rückte daselbst am 9. September 1853 zum Major vor. Schon als Rittmeister war Simonyi dem Herzog von Parma zur Dienstleistung zugeteilt, kam am 30. April 1856 in das Adjutantencorps, in welchem er am 28. Februar 1857 zum Oberstleutnant, am 31. August 1858 zum Obersten und Kommandanten des k.u.k. Husarenregiment „Graf Radetzky“ Nr. 5 befördert wurde. Auch 1861 wurde er als k. k. Oberst und Kommandant des k.u.k. Husarenregiment „Graf Radetzky“ Nr. 5 genannt. In dieser Eigenschaft machte er den Feldzug 1866 gegen Preußen in der leichten Kavallerie-Division Edelsheim mit und wurde später mit der Führung eines Streifkommandos in Böhmen und Mähren betraut, welche Aufgabe er glücklich löste und dafür am 3. Oktober 1866 mit dem eisernen Kronen-Orden 3. Klasse ausgezeichnet wurde. Am 4. Februar 1867 wurde er Generalmajor und Kommandant der 3. Brigade bei der 17. Truppen-Division zu Temesvár und war schließlich sei dem am 15. September 1869 und Hauskommandant der königlich ungarischen Leibgarde in Wien.
Moriz Simonyi de Simony et Varsany wurde bereits 1864 zum Ehrenbürger der Stadt Saaz ernannt.

## Wappen
In Blau, hinter einem Pflug, aus grünem Boden sich erhebend ein beblätterter, befruchteter, gepflockter Weinrebenstock, worauf zwei Staare, gegeneinander gekehrt sitzend. Auf dem Helm mit rechts blau-goldenen, links rot-silbernen Helmdecken die Staare, je auf einer aus- und abwärts geneigten Rebe.
An Stelle der Vögel, kommen im Schild wie bei der Helmzier, auch silberne Lilien vor.
Das eigentliche, ursprüngliche Stammwappen der Simonyi de Varsány soll anders ausgesehen haben. Sie gehören zum Uradel des Komitat Bars, als dessen erster Ahnherr, Comes Simon de Wossian, 1260 urkundlich genannt, erscheint. Dessen Nachfahre Felician erhielt im Jahr 1441 das jus gladii. Sein Sohn Benedict schrieb sich „Simonyi Aliter de Vassány“. Johann Simonyi war 1560 Vizegespan des Komitats Bars.